# نيوماريوبترس
نيوماريوبترس هو جنس يرجع إلى العصر البرمي والعصر الترياسي. نباتات (السراخس) الوعائية عديمة البذور تتكاثر عن طريق الأبواغ. وهي نوع من السعفة. وتنبت في الأماكن المحلية الرطبة والمستنقعات.

## الموقع
في البرازيل، توجد حفريات الأنواع غير المعروفة من أجناس نيوماريوبترس، في نتوء مورو باباليو في مدينة ماريانا بيمنتل. وهي تتواجد في الحدائق الجيولوجية في باليوروتا في تشكيل ريو بونيتو وترجع إلى عصر ساك ماريان في الحقبة البرمينية.